# コウリバヤシ
コウリバヤシ（行李葉椰子 Corypha umbraculifera）は、ヤシ科の植物で、南インド（マラバール海岸）およびスリランカが原産である。英名からタリポットヤシとも呼ばれる。

## 特徴
コウリバヤシは、世界で最も大きいヤシのひとつで、直径1.3メートル・高さ25メートルに達するものもあり、最大直径5メートルの掌状葉と4メートルの葉柄および130の葉をもつ。また、植物の中で最大の花序（6-8メートル程度になる）を持ち、幹の先端で形成される分岐した茎から数百万の花で成り立つ。なお、サトイモ科のスマトラオオコンニャクは分岐しない茎での最も大きい花序を持ち、ラフレシア科のラフレシア・アーノルディー は単一の花として最大である。
一稔性の植物であり、樹齢30から80年の際に一度だけ花を咲かせる。単一の種を含んだ黄色から緑色の直径3-4センチメートル程度の果実を数千個結実し、1年かけて実が熟した後、枯れてしまう。

## 用途
コウリバヤシは、東南アジアから中国南部にかけて栽培されている。歴史的に、葉は貝葉を作成するために用いられ、尖筆により東南アジアの様々な文化を書き綴られてきた。また、葉はそれ以外にも萱葺き屋根の材料としても使用され、樹液はヤシ酒の原料となる。
マラバール海岸では、数十年前まで、農村地域で伝統的な傘を作るために葉を利用しており、マラヤーラム語で"Kudapana"（"Kuba" = 傘 + "Pana" = ヤシ）と呼ばれる。

## 写真一覧

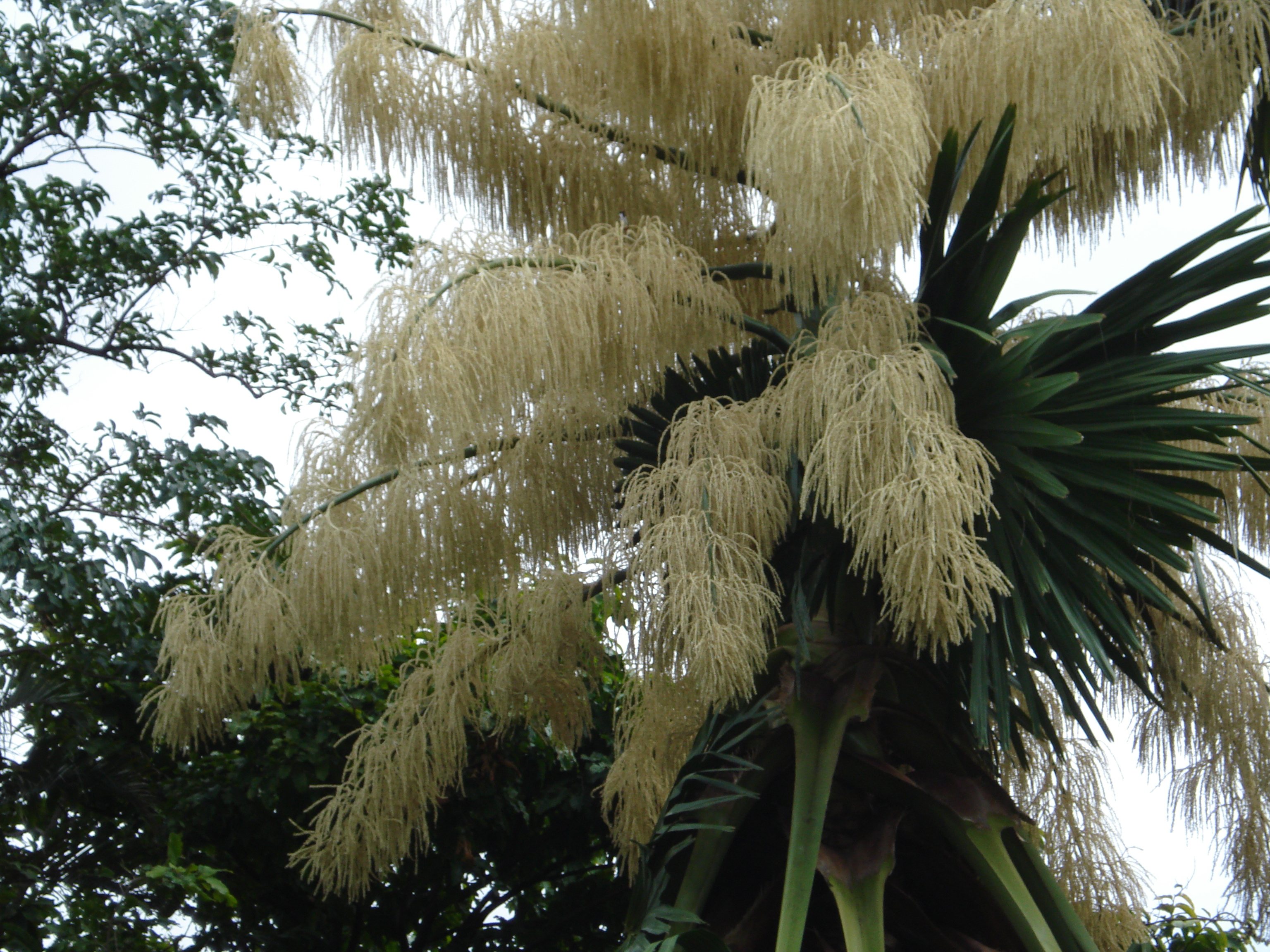
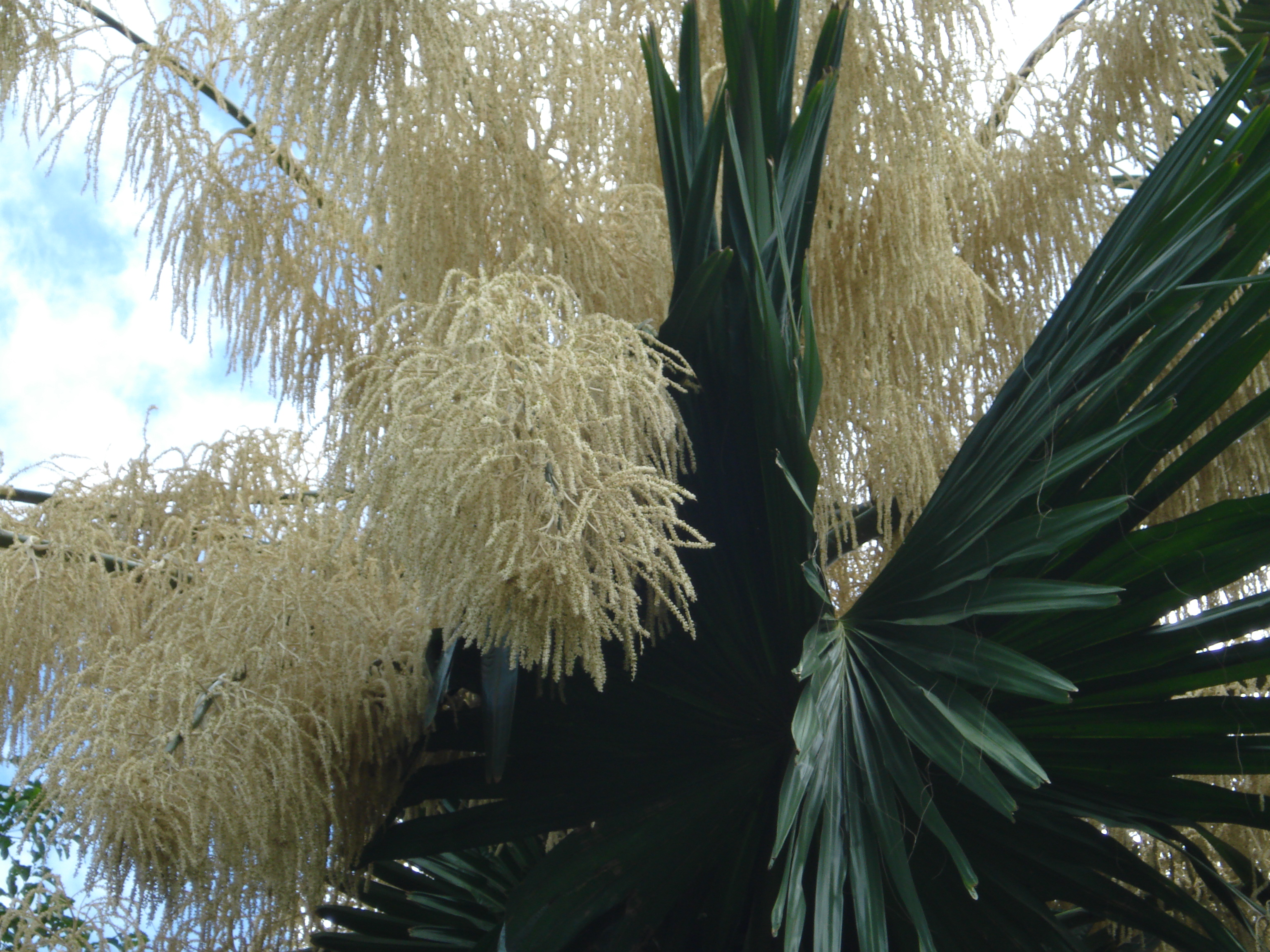
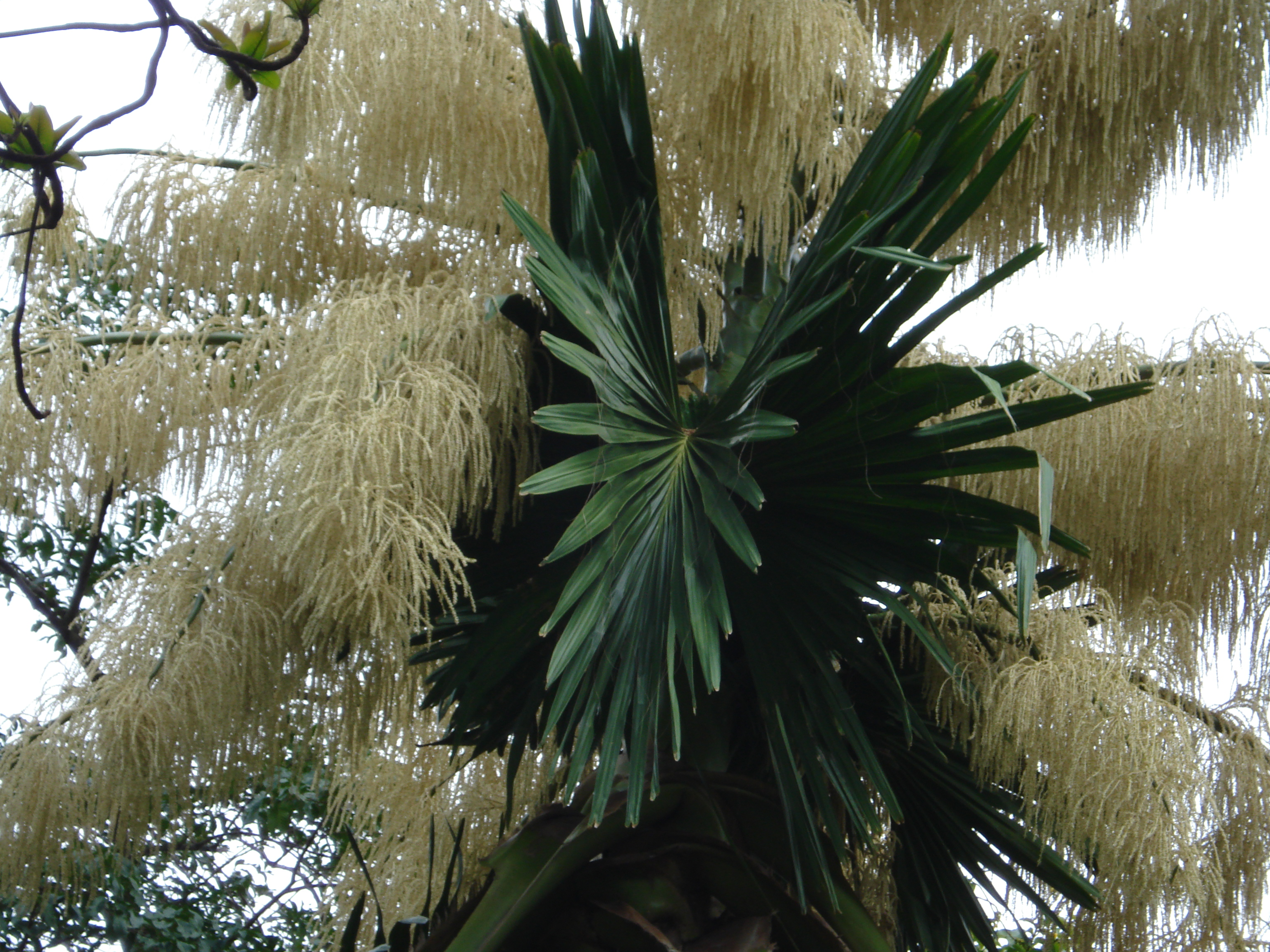

コウリバヤシの全景

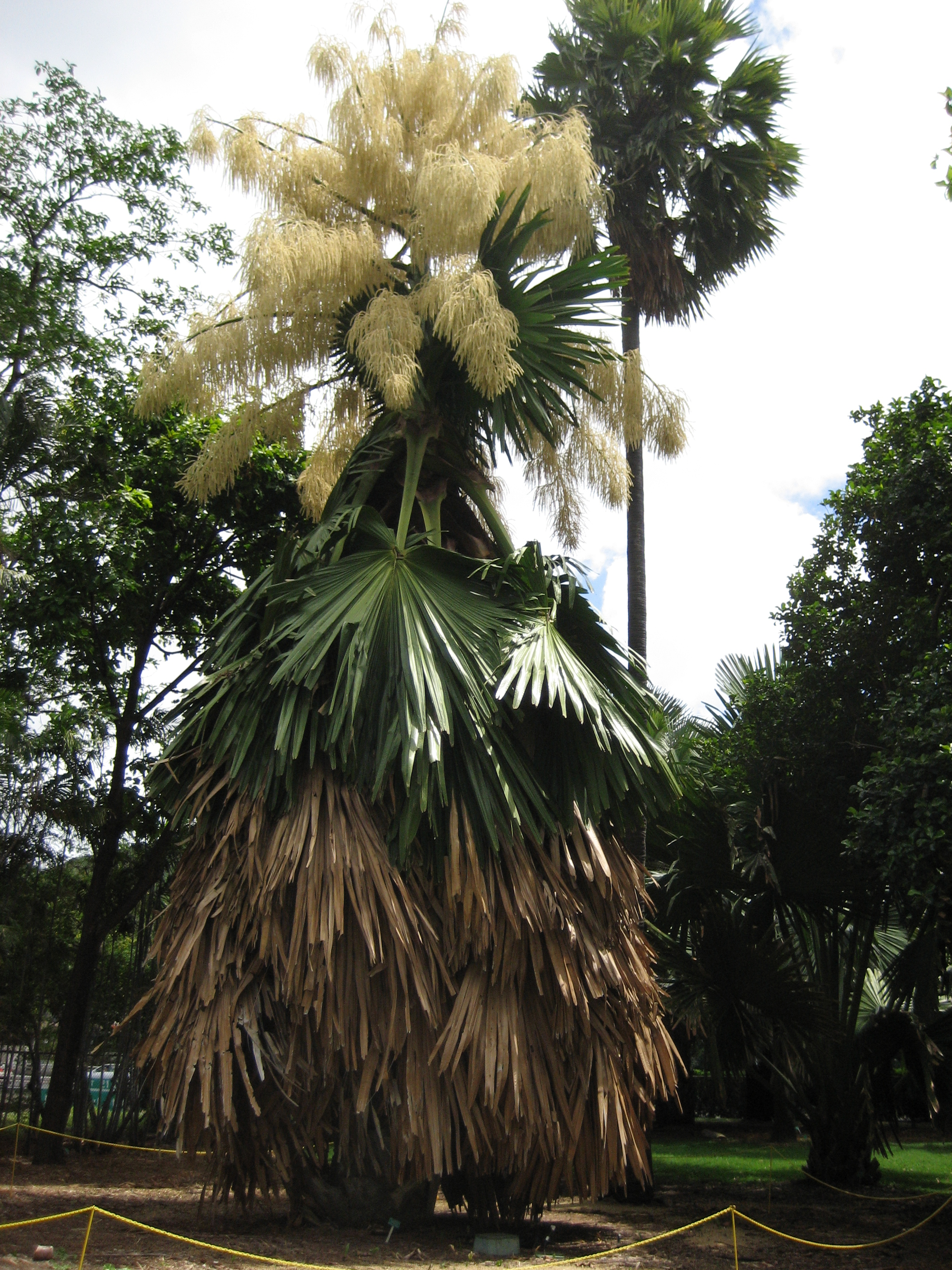
ホノルルのフォスター植物園で花が咲いたコウリバヤシ
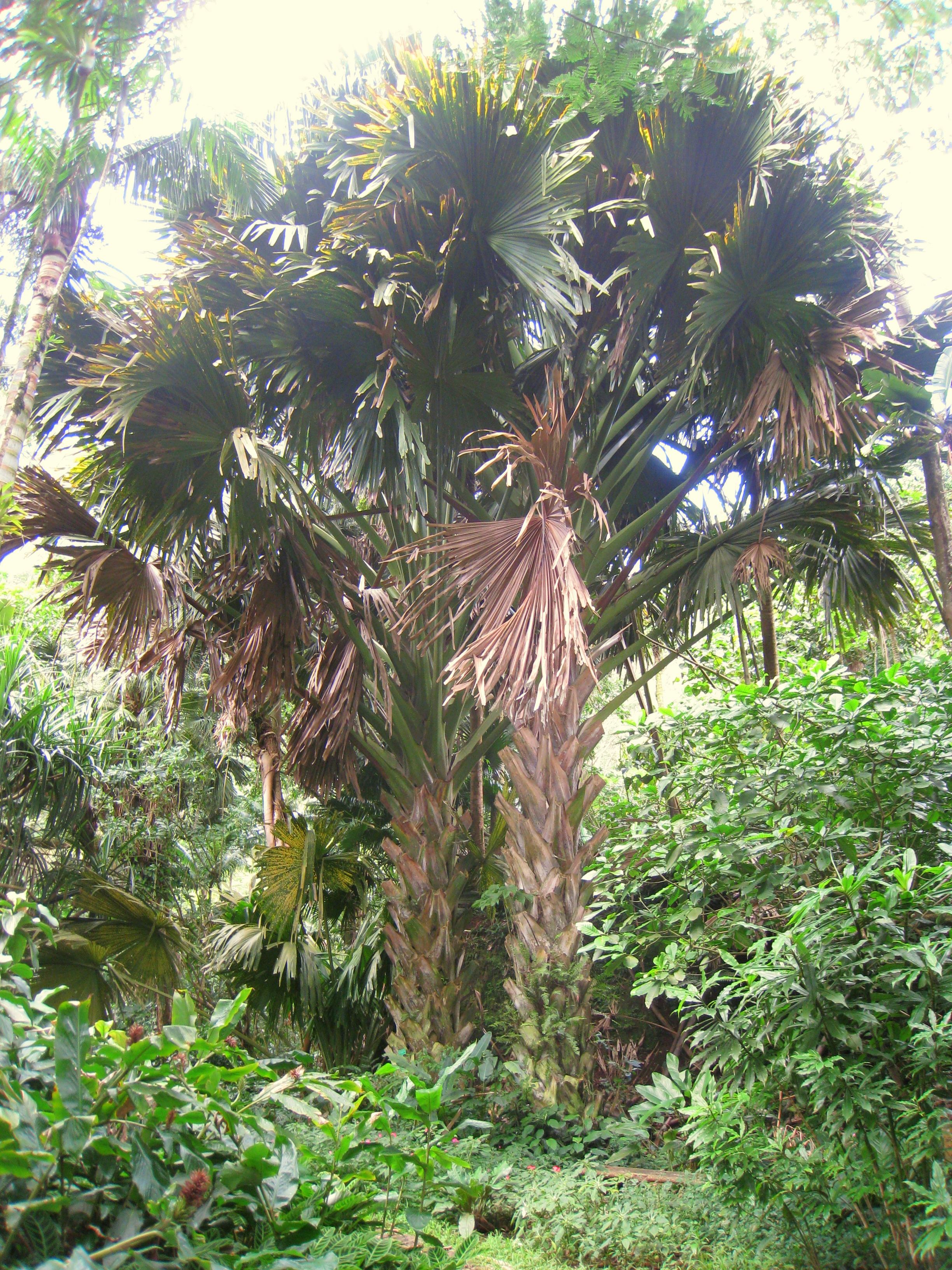
ハワイのライアン樹木園に生えているコウリバヤシ
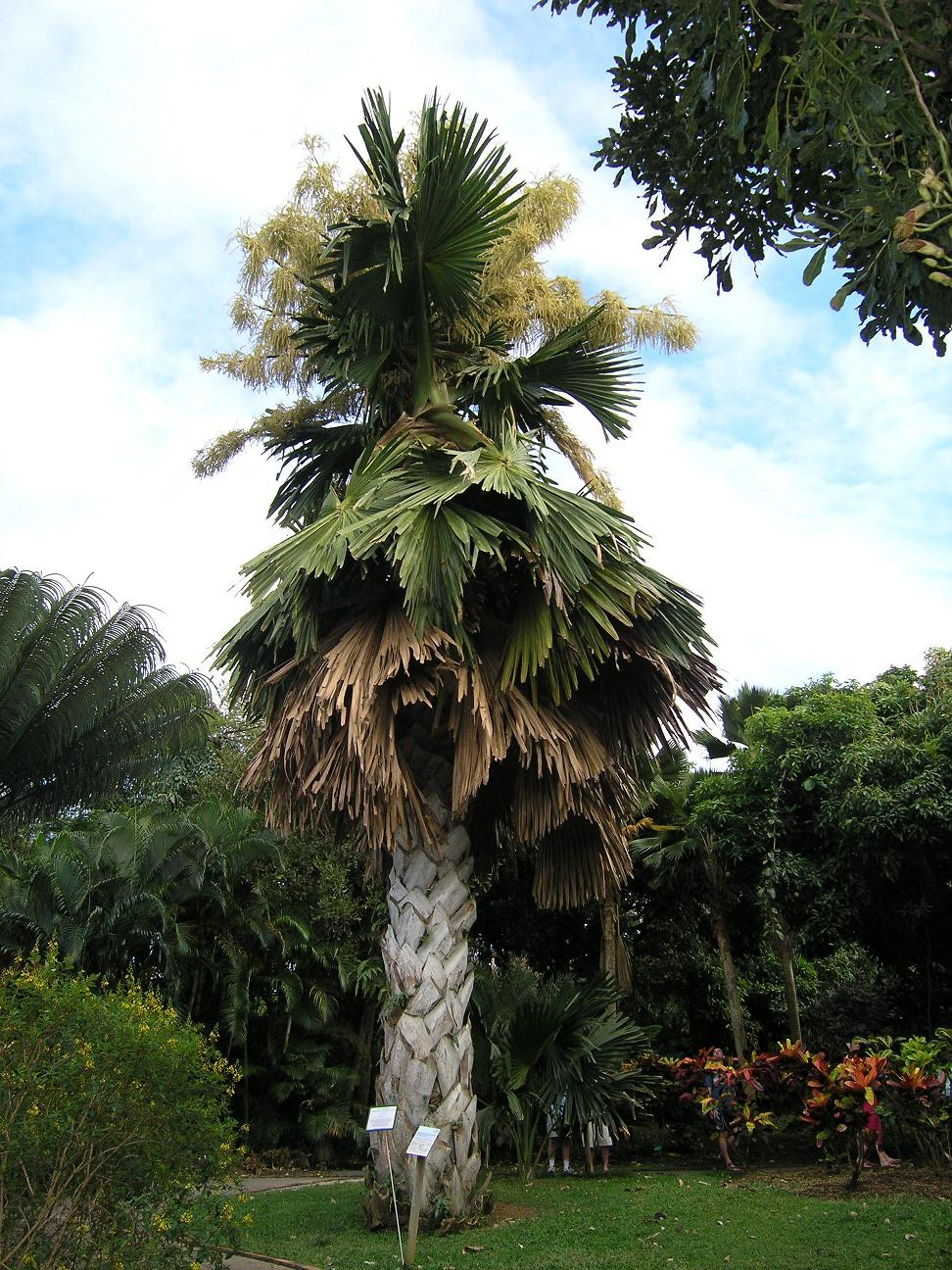

コウリバヤシの花

## 参考サイト
- Johnson (1998). "Corypha umbraculifera". IUCN Red List of Threatened Species. Version 2006. International Union for Conservation of Nature. 2006年5月12日閲覧。